# 하숙
하숙(下宿, 영어: boarding house)은 일정 비용을 내고 가정집에서 머물면서 숙식하는 것을 말한다.

## 하숙집
하숙집은 하숙인이 방마다 하나 이상의 방을 빌리고 때로는 몇 주, 몇 달, 몇 년 동안 장기간 임대하는 집(보통은 가정집)이다. 집의 공용 부분은 유지되며 세탁 및 청소와 같은 일부 서비스가 제공될 수 있다. 일반적으로 "숙식", 즉 일부 식사와 숙박 시설을 제공한다.
하숙인은 법적으로 방을 사용할 수 있는 면허만 취득할 뿐 전유물이 아니므로 집주인이 출입권을 가진다.

## 역사
하숙집은 19세기부터 1950년대까지 대부분의 미국 도시에서 흔히 볼 수 있었다. 1830년대 보스턴에서는 집주인과 하숙인을 합산했을 때 도시 전체 인구의 1/3에서 1/2이 하숙집에 살았다. 하숙집은 목적에 맞게 지어진 대형 건물에서 약간의 추가 돈을 벌기 위해 방 한두 개를 임대하는 "상냥한 숙녀"에 이르기까지 다양했다. 부유한 가족이 더 세련된 동네로 이사하면서 큰 집은 하숙집으로 개조되었다. 19세기 하숙인 역시 부유한 사업가부터 가난한 노동자, 독신자부터 가족까지 폭넓게 활동했다. 19세기에는 도시 거주자의 1/3에서 1/2이 하숙인에게 방을 임대했거나 스스로 하숙인이었다. 1869년 뉴욕의 하숙집 생활비는 주당 2.50달러에서 40달러 사이였다. 일부 하숙집은 채식주의 식사와 같은 특정 직업이나 선호도를 가진 사람들의 관심을 끌었다.

## 같이 보기
- 기숙학교
- 호스텔
- 대한민국의 하숙집